# مجموعه پویانمایی

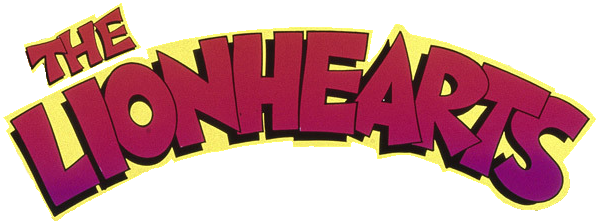
برای نمونه لوگوی سریال انیمیشن The Lionhearts.

مجموعه پویانمایی (به انگلیسی: Animated series) مجموعه ای از آثار پویانمایی در مجموعه ای مشترک است که معمولاً به هم دیگر مربوط هستند. اپیزودهای یک مجموعه پویانمایی باید به‌طور معمول از شخصیت‌های اصلی، برخی از شخصیت‌های ثانویه متفاوت و یک موضوع اصلی مشترک باشند. مجموعه پویانمایی می‌تواند تعداد محدودی از قسمت‌ها که تعدادشان از قبل مشخص شده را مانند یک مینی سریال، با پایانی مشخص یا پایانی باز نشان دهد. یک مجموعه پویانمایی می‌تواند از طریق تلویزیون، سینما، شبکه نمایش خانگی یا اینترنت پخش شود. همانند فیلم‌های پویانمایی، مجموعه پویانمایی می‌تواند از انواع مختلفی از ژانرها باشد و همچنین دارای مخاطب‌شناسی (از مردان تا زنان یا از کودکان تا بزرگسالان) باشد.